# Mila caespitosa
Mila caespitosa é a única espécie do gênero botânico Mila, da família cactaceae.